# アップルシード・エージェンシー
株式会社アップルシード・エージェンシー（英:The Appleseed Agency Ltd.）は、2001年創業の作家専門エージェント会社。日本の作家（小説・ノンフィクション）と契約し、エージェント事業を行なっている。代表取締役は鬼塚忠。

## 沿革
- 2001年10月に創業し、2004年に法人化。

## 契約作家（一例）
相川英輔（小説家）
赤坂真理（作家）
石田祥（小説家）
井原忠政（小説家／歴史）
大林利江子（脚本家／小説家）
大原省吾（小説家　経済／冒険）
奥野じゅん（小説家／ミステリー）
梶永正史（小説家／ミステリー）
北沢秋（小説家／歴史）
黒澤はゆま（小説家／歴史）
越尾圭（小説家／ミステリー）
小中千昭（脚本家／小説家）
図子慧（小説家／SF）
仙田学（小説家／京都芸術大学専任講師）
津原泰水（小説家／著作権管理）
成井豊（劇作家／小説家）
柊サナカ（小説家）
東山泰子（脚本家／小説家）
文月蒼（小説家）
松尾佑一（小説家）
矢樹純（小説家　ミステリー／ホラー）
安井国穂（小説家／脚本家）
横山起也（小説家／編み物作家）
吉川英梨（小説家／業務提携）